# وليم جونز (سياسي)
وهو سياسي أمريكي ولد وليام جونز 8 تشرين الأول - أكتوبر من سنة 1753 في مدينة نيوبروت بولاية رود آيلاند الأمريكية من عائلة اصول ويلزية كان وليام جونز حاكما على ولاية رود آيلاند ما بين عامي 1811 إلى عام 1817 توفي وليام جونز في 22 نيسان - ابريل من سنة 1822.